# 196e division d'infanterie (Allemagne)
Pour les articles homonymes, voir 196e division d'infanterie.
La  196e division d'infanterie (en allemand : 196. Infanterie-Division ou 196. ID) est une des divisions d'infanterie de la Wehrmacht durant la Seconde Guerre mondiale.

## Création
La 196. Infanterie-Division est formée le 27 novembre 1939 à Danzig dans le Wehrkreis XX en tant qu'élément de la 7. Welle (7e vague de mobilisation).
En juillet 1944, les unités de la division sont transférées au Groupe d'armées Centre dans la région de Wilna et est détruite un peu plus tard.
Elle est dissoute le 15 septembre 1944, les éléments survivants étant répartis entre la 131e Division d'infanterie et la 361e Division d'infanterie.

## Organisation

### Commandants
| Date                              | Grade           | Commandant          |
| --------------------------------- | --------------- | ------------------- |
| 27 décembre 1939 - 1er mars 1942  | Generalleutnant | Richard Pellengahr  |
| 1er mars 1942 - 24 décembre 1943  | Generalleutnant | Dr Friedrich Franek |
| 24 décembre 1943 - ? février 1944 | Generalleutnant | Kurt Möhring        |
| ? février 1944 - ? juin 1944      | Oberst          | Klinge              |
| ? juin 1944 - ? septembre 1944    | Generalmajor    | Friedrich von Unger |

### Officiers d'opérations (Generalstabsoffiziere (Ia))
| Date                                | Grade               | Commandant    |
| ----------------------------------- | ------------------- | ------------- |
| 5 janvier 1940 - 25 octobre 1940    | Major i.G.          | Otto Schaefer |
| 25 octobre 1940 - 15 septembre 1944 | Oberstleutnant i.G. | Klimke        |

## Théâtres d'opérations
- Allemagne : décembre 1939 - avril 1940
- Danemark et Norvège : avril 1940 - juillet 1944
- Front de l'Est, secteur central : juillet 1944 - septembre 1944

## Ordres de bataille
1939
- Infanterie-Regiment 340
- Infanterie-Regiment 345
- leichte Artillerie-Abteilung 233

1940
- Infanterie-Regiment 340
- Infanterie-Regiment 345
- Infanterie-Regiment 362
- Artillerie-Regiment 233
  - I. Abteilung
  - II. Abteilung
  - III. Abteilung
- Panzerjäger-Abteilung 233
- Radfahr-Bataillon 233
- Pionier-Bataillon 233
- Infanterie-Divisions-Nachrichten-Abteilung 233
- Infanterie-Divisions-Nachschubführer 233